# Буцаловићи
Буцаловићи (итал. Gracchi)је насељено место у саставу општине Вишњан у Истарској жупанији, Хрватска. До територијалне реорганизације у Хрватској налазили су се у саставу старе општине Пореч.

## Становништво
Према последњем попису становништва из 2011. године у насељу Буцаловићи живео је 1 становник.
| година пописа  | 1857 | 1869 | 1880 | 1890 | 1900 | 1910 | 1921 | 1931 | 1948 | 1953 | 1961 | 1971 | 1981 | 1991 | 2001 | 2011 |
| бр. становника | 0    | 0    | 25   | 31   | 63   | 48   | 0    | 0    | 51   | 43   | 33   | 27   | 21   | 16   | 13   | 1    |

Напомена:1991. смањено издвајањем дела насеља Бросквари у самостално насеља и другог дела насеља који је припојен насељу Вишњан. У 1857. 1869. 1921. и 1931. подаци су садржани у насељима Бриг (општина Вижинада) и Вишњан, а део података у 1890. и 1900. у насељу Вишњан. Од 1890. до 1910. названо Грах. Од 1880. до 1910. означавано као део насеља.